# Mistrzostwa Europy w Łyżwiarstwie Szybkim w Wieloboju 1924
27. mistrzostwa Europy w łyżwiarstwie szybkim w wieloboju odbyły się w dniach 16–17 lutego 1924 roku w Oslo, w Norwegii. W zawodach brali udział tylko mężczyźni. Zawodnicy startowali na czterech dystansach: 500 m, 1500 m, 5000 m i 10000 m. Bezkonkurencyjny był reprezentant gospodarzy, Roald Larsen.

## Uczestnicy
W zawodach wzięło udział 14 łyżwiarzy z 3 krajów. Wszyscy zostali sklasyfikowani.
| Państwa biorące udział w mistrzostwach | Państwa biorące udział w mistrzostwach | Państwa biorące udział w mistrzostwach | Państwa biorące udział w mistrzostwach |
| -------------------------------------- | -------------------------------------- | -------------------------------------- | -------------------------------------- |
| Finlandia                              | Norwegia                               | Szwecja                                |                                        |

## Wyniki
- f – wywrócił się

| Pozycja | Zawodnik           | Kraj      | 500 m       | 5000 m       | 1500 m       | 10000 m       | Suma pkt. |
| ------- | ------------------ | --------- | ----------- | ------------ | ------------ | ------------- | --------- |
| 01 !    | Roald Larsen       | Norwegia  | 45.1 (3.)   | 8:43.1 (1.)  | 2:24.8 (2.)  | 17:40.3 (1.)  | 7         |
| 02 !    | Clas Thunberg      | Finlandia | 44.8 (2.)   | 8:50.7 (3.)  | 2:23.0 (1.)  | 18:26.0 (10.) | 16        |
| 03 !    | Oskar Olsen        | Norwegia  | 44.7 (1.)   | 8:55.9 (6.)  | 2:27.0 (5.)  | 18:12.7 (4.)  | 16        |
| 4.      | Sigurd Moen        | Norwegia  | 54.9f (14.) | 8:48.5 (2.)  | 2:25.5 (3.)  | 17:58.4 (2.)  | 21        |
| 5.      | Julius Skutnabb    | Finlandia | 46.7 (5.)   | 8:58.4 (9.)  | 2:26.4 (4.)  | 18:13.1 (5.)  | 23.5      |
| 6.      | Ivar Ballangrud    | Norwegia  | 48.7 (13.)  | 8:51.7 (4.)  | 2:27.7 (6.)  | 18:19.9 (6.)  | 29.5      |
| 7.      | Sverre Aune        | Norwegia  | 48.2 (11.)  | 8:54.3 (5.)  | 2:29.4 (11.) | 18:06.0 (3.)  | 30        |
| 8.      | Asbjørn Steffensen | Norwegia  | 47.7 (10.)  | 9:03.4 (10.) | 2:28.5 (10.) | 18:19.9 (6.)  | 36.5      |
| 9.      | Ragnvald Olsen     | Norwegia  | 47.3 (9.)   | 9:05.0 (11.) | 2:28.4 (8.)  | 18:23.3 (9.)  | 37.5      |
| 10.     | Harald Belewicz    | Finlandia | 46.7 (5.)   | 9:10.4 (12.) | 2:28.4 (8.)  | 19:08.1 (13.) | 39        |
| 11.     | Eric Blomgren      | Szwecja   | 47.2 (8.)   | 8:58.2 (8.)  | 2:29.8 (12.) | 18:38.0 (11.) | 39.5      |
| 12.     | Harald Halvorsen   | Norwegia  | 46.8 (7.)   | 9:12.3 (13.) | 2:28.3 (7.)  | 19:17.2 (14.) | 41        |
| 13.     | Fridtjof Paulsen   | Norwegia  | 48.3 (12.)  | 8:57.3 (7.)  | 2:30.3 (14.) | 18:21.4 (8.)  | 41        |
| 14.     | Rolf Reiersen      | Norwegia  | 46.3 (4.)   | 9:15.7 (14.) | 2:29.8 (12.) | 18:50.0 (12.) | 42.5      |